# Marielle Pinsard
Pour les articles homonymes, voir Pinsard.
Marielle Pinsard, née le 11 août 1968  à Nanterre, est une metteur en scène, dramaturge et écrivain vaudoise.

## Biographie
Marielle Pinsard grandit à Paris jusqu'à l'âge de 12 ans, puis sa mère venant s'installer à Fleurier (Ne), elle décide de s'établir en Suisse romande. Après un bac en langues modernes obtenu à Neuchâtel, elle part pour New York où, grâce à une bourse de l'état de Vaud, elle suit des cours d'écriture de sitcoms. De retour en Suisse, Marielle Pinsard fréquente les cours de l'école d'art dramatique de Lausanne dont elle reçoit le diplôme en 1992. 
Auteur et metteur en scène, Marielle Pinsard fonde en 1994 le Théâtre Cabaret Voyage. Suivent quatre spectacles : Poursuite, Tu sens le bruit des fleurs, La Truite et Camping et petites fourmis. De cette expérience, du désir de collaborer avec le monde du cirque et de la danse est née La Compagnie Marielle Pinsard. 

## Publications
- Marielle Pinsard, Les pauvres sont tous les mêmes et autres pièces, Bernard Campiche Éditeur, 2009, 240 p. (ISBN 978-2-88241-240-9)

## Distinctions
- 2004 Prix jeunes créateurs de la Fondation vaudoise pour la promotion et la création artistique[3].
- 2017 Prix suisse de théâtre[4],[5]

## Sources
(juin 2013).
- « Marielle Pinsard », sur la base de données des personnalités vaudoises sur la plateforme « Patrinum » de la Bibliothèque cantonale et universitaire de Lausanne.
- Le Temps, 2001/11/19
- 24 Heures, 2004/10/01, p. 13
- L'Hebdo, 2005/01/06, p. 77 avec photographie
- Feuxcroisés, 2005, no 7, p. 217-218 entretien
- Compagnie Marielle Pinsard | Home
- Pinsard, Marielle
- CULTURE :: Les grandes oreilles de Marielle Pinsard